# 영천 윤씨
영천 윤씨(永川尹氏)는 경상북도 영천시를 본관으로 하는 한국의 성씨이다. 시조는 대에 호장을 지낸 윤절생(尹切生)이며, 그의 4세손인 윤승관은 정당문학을 지내고 고울백에 봉해졌다.

## 참고 자료
- “영천윤씨(永川尹氏)”. 뿌리를 찾아서.[깨진 링크(과거 내용 찾기)]